# Partitio terrarum imperii Romaniae
Partitio terrarum imperii Romaniae (лат. "Подела земаља царства Романије") или Partitio regni Graeci ("Подела краљевства Грка"), је био споразум потписан између крсташа након заузећа византијске престонице, Цариграда, у Четвртом крсташком рату, 1204. године. Њиме је основано Латинско царство и одређена подела византијских територија између учесника крсташког рата, углавном у корист Млетачке републике. Међутим, пошто крсташи нису заузели читаву територију Царства (Никејско царство, Трапезунтско царство, Епирска деспотовина), већина одредби споразума никада није реализована.

## Историја
Споразум је потписан крајем септембра или почетком октобра 1204. године или, према Николасу Оикономиду, након пљачке априла/маја 1204. године. Састављен је од стране 24 представника, од којих су дванаесторица били Млечани, а дванаесторица представници других крсташких вођа. Латинском цару поверена је власт над четвртином Византијског царства. Венеција је добила три осмине територија Царства и три осмине Цариграда, заједно са Аја Софијом. Преостале три осмине распоређене су осталим крсташким вођама. Венеција је постала водећа држава источног Средоземља. Одмах иза ње, друга по снази држава било је Латинско царство. Споразум је означио почетак Франкократије, односно римокатоличке власти над Грчком. Одредбе споразума нису у потпуности извршене. Епирска деспотовина, Никејско царство и Трапезунтско царство нису били под контролом крсташа, а међу самим крсташима долазило је до сукоба. Само Латинско царство обухватало је Цариград, Тракију и Мраморно море. Оно је било у сукобу са моћним Другим бугарским царством. Латинска власт најдуже је трајала у јужној Грчкој (Кнежевина Ахаја и Атинско војводство), као и на Егејским острвима.